# چومو یومو
چومو یومو (به لاتین: Chomo Yummo) یک کوه در تبت است. چومو یومو ۶٬۸۲۹ متر بالاتر از سطح دریا واقع شده‌است.